# فرانز فون كولر
فرانز فون كولر (بالألمانية: Franz von Koller)‏ (و. 1767 – 1826 م) هو ضابط، ودبلوماسي نمساوي، ويحمل رتبة عسكرية فريق أول، توفي في نابولي، عن عمر يناهز 59 عاماً، بسبب حمى التيفوئيد.

## جوائز
حصل على جوائز منها:

Knight of the Order of Maria Theresa ‏ (1809)